# Penzance
Penzance (in cornico: Pennsans) è una città del Regno Unito, in Cornovaglia.
La città è stata l'ispirazione per l'operetta The Pirates of Penzance di Gilbert e Sullivan.
È la città natale del celebre chimico e fisico Humphry Davy.

## Storia
Inizialmente Penzance era un piccolo villaggio di pescatori. Non fu nominato nel Domesday Book nel 1086 dato che era probabilmente troppo piccolo al tempo o ancora non esisteva.
Il nome Penzance viene dal cornico "penn sans", che significa "sacro promontorio". Si crede che il nome derivi da una cappella costruita sul promontorio occidentale. Questo nome apparve per iscritto per la prima volta nel 1284.
Nel 1332 diventò una città di mercato. Era permesso alla città di tenere un mercato settimanale e una fiera annuale. (le fiere medievali erano dei mercati che duravano più giorni e si tenevano poche volte all'anno). Nel 1404 questo diritto fu esteso a 2 mercati settimanali e 3 fiere annuali. Nel 1512 Enrico VIII garantì alla città il diritto di tenere le tasse portuali, il che era un segno della crescente importanza della città.
A Penzance scoppio la peste prima nel 1578 e poi nel 1647. Nel 1595 la città fu saccheggiata e bruciata dagli spagnoli. Durante la guerra civile inglese, cominciata nel 1642, Penzance si schierò dalla parte del re. Nel 1646 la città fu saccheggiata dall'esercito parlamentare. Nel 1648 ci fu una rivolta a favore del re, che però fu presto sedata dall'esercito parlamentare, che saccheggiò nuovamente la città.
Durante il XVIII secolo fiorì a Penzance l'industria della latta, che diventò il prodotto più esportato dalla città insieme a grano e sardine affumicate.
Nel 1769  Penzance fu descritta come un "luogo di notevole rilievo". Molti nobili cornici avevano seconde case qui e le strade erano asfaltate, a differenza di molte città dell'epoca. In quell'anno la città aveva 600 case, quindi aveva probabilmente 3 000 abitanti.
Nel 1838 fu costruito quello che forse è il più famoso edificio di Penzance, la Egyptian House (casa egiziana).
Nel 1852 fu costruita una ferrovia fra Penzance e Redruth, che poi fu estesa fino a Londra. Questo favorì molto il turismo e gli esporti.
Nel 1901 Penzance aveva una popolazione di 13 136. Nel XX secolo la città continuò a svilupparsi come resort.
Durante la seconda guerra mondiale 16 persone furono uccise a Penzance durante i bombardamenti tedeschi.

## Amministrazione

### Gemellaggi
- Concarneau
- Bendigo
- Nevada City